# Bulbophyllum bruneiense
Bulbophyllum bruneiense är en orkidéart som beskrevs av Jaap J. Vermeulen och Anthony L. Lamb. Bulbophyllum bruneiense ingår i släktet Bulbophyllum och familjen orkidéer.
Artens utbredningsområde är Brunei. Inga underarter finns listade i Catalogue of Life.